# Hababa
Hababa   (segle VIII - 724) (àrab: حبابة, Ḥabāba) fou una esclava cantora de Medina que esdevingué la favorita del califa omeia Yazid II. Per ella, aquest abandonà els negocis de l'Estat, però duraren poc les relacions dels amants, ja que Hababa morí al cap de poc ennuegada per no poder empassar-se una fruita que se li travessà a la gola. El califa va tenir un sentiment tan gran per la mort de la seva favorita, què emmalaltí greument, i morí al cap de poc (723).